# Pseudoderopeltis petrophila
Pseudoderopeltis petrophila es una especie de cucaracha del género Pseudoderopeltis, familia Blattidae.

## Distribución
Esta especie se encuentra en Kenia y Tanzania.